# Devarodes bupaloides
Devarodes bupaloides là một loài bướm đêm trong họ Geometridae.